# Arthur Čin
‎Arthur Čin (kitajsko 陳瑞鈿; kantonsko: Chin Shui-Tin; pinjin: Chén Ruìtián), kitajsko-ameriški častnik, vojaški pilot in letalski as, * 23. oktober 1913, Portland, Oregon, † 3. september 1997, Portland, Oregon.

## Življenjepis
Rojeni je bil kantonskemu očetu in perujski materi. Ob japonski invaziji na Kitajsko se je leta 1932 vpisal v letalsko šolo. Skupaj z 15 drugimi kitajskimi Američani je odpotoval na Kitajsko in se pridružil Guangdonškemu začasnemu vojnemu letalstvu.
Nato je bil poslan v München (Tretji rajh), kjer je prejel dodatno usposabljanje in se leta 1937 vrnil. V naslednjih dveh letih je dosegel 9 zračnih zmag. Leta 1939 je bil sestreljen med bojem, a se je uspel rešiti iz gorečega letala s pomočjo padala. Naslednjih 5 let je preživel v bolnišnicah zaradi številnih opeklin. Leta 1944 se je vrnil nazaj na Kitajsko, kjer je letel transportna letala na Grbi preko Himalaje.
Danes je prepoznan kot prvi ameriški letalski as in kitajsko-ameriški heroj druge svetovne vojne. Po petdesetih letih so mu ZDA podelile Distinguished Flying Cross.